# 青夏軌跡
《青夏軌跡》是由戲畫在2019年3月29日發售的成人遊戲。2020年4月23日ENTERGRAM發售PlayStation 4及PlayStation Vita版，2022年2月24日發售Nintendo Switch版。HIKARI FIELD於2022年12月2日發售中文版。

## 故事
描述男主角及川達觀等5人計畫安排暑假生活的故事。

## 登場人物
及川達觀
作品男主角。2年級學生。興趣是看書和聽歌。喜歡和海希及千尋在一起。
向坂海希（聲：小鸟居夕花）
及川達觀青梅竹馬。2年級學生。家裡開了一家叫「MICO」的咖啡廳。擅長各項家務。
仲手川結
大家閨秀。2年級學生。從貴族學校特地轉學過來。
椎野琴音（聲：夏和小）
1年級學生。有學習關於打扮與化妝的知識。
榊千尋（聲：安東朝夜）
2年級學生。在公寓過著獨居生活。喜歡和達觀及海希在一起。

## 主題曲
片頭曲「青夏軌跡」
歌：KOTOKO / 作詞：KOTOKO
片尾曲「青藍，屬於夏日的青藍」
歌： / 作詞、作曲、編曲：蝦丸咖喱伯爵
插入曲「海岸线」
歌：向坂海希（配音：小鸟居夕花）/ 作詞、作曲：蝦丸咖喱伯爵 / 編曲：
插入曲「纽结」
歌：仲手川结/ 作詞、作曲：蝦丸咖喱伯爵 / 編曲：
插入曲「明天。」
歌：椎野琴音（配音：夏和小）/ 作詞、作曲：蝦丸咖喱伯爵 / 編曲：池木紗紗、蝦丸咖喱伯爵

## 評價
《青夏軌跡》在Getchu.com舉辦的「美少女遊戲大賞2019」中獲綜合部門第12名，劇本部門第9名，音樂部門第8名，影片部門第9名；角色向坂海希獲角色部門第11名。在「萌系遊戲大賞2019」中獲劇本賞金賞。

## 外部連結
- 中文版網站 （页面存档备份，存于）（简体中文）
- 《青夏軌跡》在視覺小說數據庫的頁面 （英文）